# 504 v.Chr.
Het jaar 504 v.Chr. is een jaartal volgens de christelijke jaartelling.

## Gebeurtenissen

### India
- Na een jaar Interregnum komt prins Panduvasudeva aan op Ceylon, om zijn oom Vijaya op te volgen als koning van Ceylon.

### Griekenland
- Acestorides wordt benoemd tot archont van Athene.